# Discografia dei Foo Fighters
La discografia dei Foo Fighters, gruppo musicale rock statunitense, è costituita da undici album in studio, uno dal vivo, due raccolte, due album di cover e oltre cinquanta singoli, pubblicati tra il 1995 e il 2023.
Ad essi vanno conteggiati inoltre quattro album video e oltre trenta video musicali.

## Album

### Album in studio
| Anno                                                                          | Titolo | Classifiche | Classifiche | Classifiche | Classifiche | Classifiche | Classifiche | Classifiche | Classifiche | Classifiche | Classifiche | Classifiche | Classifiche | Classifiche | Classifiche | Classifiche | Certificazioni |
| Anno                                                                          | Titolo | USA         | AUS         | AUT         | BEL         | CAN         | FIN         | FRA         | GER         | IRL         | ITA         | NLD         | NZL         | SWE         | SWI         | UK          | Certificazioni |
| ----------------------------------------------------------------------------- | --- | ----------- | ----------- | ----------- | ----------- | ----------- | ----------- | ----------- | ----------- | ----------- | ----------- | ----------- | ----------- | ----------- | ----------- | ----------- | --- |
| 1995                                                                          | Foo Fighters - Pubblicato: 4 luglio 1995 - Etichetta: Roswell, Capitol - Formati: CD, LP, download digitale                      | 23          | 3           | 13          | 23          | 5           | 21          | —           | 33          | —           | —           | 22          | 2           | 18          | 26          | 3           | - CAN: Platino - UK: Platino - USA: Platino                                                                                   |
| 1997                                                                          | The Colour and the Shape - Pubblicato: 20 maggio 1997 - Etichetta: Roswell, Capitol - Formati: CD, LP, download digitale         | 10          | 5           | 19          | 7           | 8           | 12          | 24          | 41          | —           | —           | 39          | 10          | 10          | 50          | 3           | - AUS: Platino - CAN: Platino - GER: Oro - UK: Platino - USA: Platino                                                         |
| 1999                                                                          | There Is Nothing Left to Lose - Pubblicato: 2 novembre 1999 - Etichetta: Roswell, RCA - Formati: CD, LP, download digitale       | 10          | 5           | 34          | 46          | 4           | 25          | 62          | 23          | 49          | —           | 59          | 12          | 7           | —           | 10          | - AUS: Platino (2) - CAN: Platino - UK: Platino (2) - USA: Platino                                                            |
| 2002                                                                          | One by One - Pubblicato: 22 ottobre 2002 - Etichetta: Roswell, RCA - Formati: CD, LP, download digitale                          | 3           | 1           | 19          | 22          | 3           | 5           | 26          | 5           | 1           | 35          | 12          | 3           | 3           | 28          | 1           | - AUS: Platino (2) - CAN: Platino - GER: Oro - SWE: Oro - UK: Platino (3) - USA: Platino                                      |
| 2005                                                                          | In Your Honor - Pubblicato: 14 giugno 2005 - Etichetta: Roswell, RCA - Formati: 2 CD, LP, download digitale                      | 2           | 1           | 5           | 3           | 3           | 1           | 21          | 4           | 2           | 20          | 9           | 1           | 1           | 7           | 2           | - AUS: Platino (3) - CAN: Platino (3) - IRL: Platino (2) - NZL: Platino (2) - SWE: Oro - UK: Platino (2) - USA: Platino       |
| 2007                                                                          | Echoes, Silence, Patience & Grace - Pubblicato: 25 settembre 2007 - Etichetta: Roswell, RCA - Formati: CD, LP, download digitale | 3           | 1           | 4           | 1           | 1           | 7           | 24          | 3           | 2           | 15          | 6           | 1           | 9           | 2           | 1           | - AUS: Platino (2) - CAN: Platino - GER: Oro - IRL: Platino - UK: Platino (2) - USA: Platino                                  |
| 2011                                                                          | Wasting Light - Pubblicato: 12 aprile 2011 - Etichetta: Roswell, RCA - Formati: CD, LP, download digitale                        | 1           | 1           | 1           | 1           | 1           | 1           | 18          | 1           | 3           | 4           | 2           | 1           | 1           | 1           | 1           | - AUS: Platino (2) - CAN: Platino - IRL: Oro - FIN: Oro - GER: Platino - ITA: Oro - NZL: Platino - UK: Platino - USA: Platino |
| 2014                                                                          | Sonic Highways - Pubblicato: 10 novembre 2014 - Etichetta: Roswell, RCA - Formati: CD, LP, download digitale                     | 2           | 1           | 3           | 1           | 3           | 5           | 18          | 2           | 5           | 7           | 2           | 2           | 5           | 2           | 2           | - AUS: Platino - CAN: Platino - GER: Oro - ITA: Oro - UK: Platino                                                             |
| 2017                                                                          | Concrete and Gold - Pubblicato: 15 settembre 2017 - Etichetta: Roswell, RCA - Formati: CD, 2 LP, download digitale               | 1           | 1           | 1           | 1           | 1           | 3           | 7           | 2           | 1           | 2           | 1           | 1           | 2           | 1           | 1           | - AUS: Platino - CAN: Oro - ITA: Oro - UK: Oro                                                                                |
| 2021                                                                          | Medicine at Midnight - Pubblicato: 5 febbraio 2021 - Etichetta: Roswell, RCA - Formati: CD, LP, download digitale                | 3           | 1           | 1           | 1           | 3           | 2           | 16          | 1           | 1           | 2           | 1           | 1           | 2           | 1           | 1           | - UK: Oro |
| 2023                                                                          | But Here We Are - Pubblicato: 2 giugno 2023 - Etichetta: Roswell, RCA - Formati: CD, MC, LP, download digitale                   | 8           | 1           | 2           | 2           | 4           | 6           | 10          | 4           | 3           | 15          | 2           | 1           | 8           | 1           | 1           | - UK: Argento |
| "—" indica una pubblicazione non classificata o non pubblicata in quel Paese. | |             |             |             |             |             |             |             |             |             |             |             |             |             |             |             | |

### Album dal vivo
| Anno | Titolo | Classifiche | Classifiche | Classifiche | Classifiche | Classifiche | Classifiche | Classifiche | Classifiche | Classifiche | Classifiche | Classifiche | Certificazioni                      |
| Anno | Titolo | USA         | AUS         | AUT         | BEL         | CAN         | GER         | IRL         | SWE         | SWI         | NZL         | UK          | Certificazioni                      |
| ---- | --- | ----------- | ----------- | ----------- | ----------- | ----------- | ----------- | ----------- | ----------- | ----------- | ----------- | ----------- | ----------------------------------- |
| 2006 | Skin and Bones - Pubblicato: 7 novembre 2006 - Etichetta: Roswell, RCA - Formati: CD, CD+DVD, 2 LP, download digitale | 21          | 11          | 30          | 37          | 7           | 67          | 33          | 51          | 40          | 1           | 35          | - AUS: Oro - IRL: Oro - UK: Platino |

### Raccolte
| Anno | Titolo | Classifiche | Classifiche | Classifiche | Classifiche | Classifiche | Classifiche | Classifiche | Classifiche | Classifiche | Classifiche | Classifiche | Classifiche | Classifiche | Classifiche | Certificazioni                                                                               |
| Anno | Titolo | USA         | AUS         | AUT         | BEL         | CAN         | FIN         | GER         | IRL         | ITA         | NLD         | NZL         | SWE         | SWI         | UK          | Certificazioni                                                                               |
| ---- | --- | ----------- | ----------- | ----------- | ----------- | ----------- | ----------- | ----------- | ----------- | ----------- | ----------- | ----------- | ----------- | ----------- | ----------- | -------------------------------------------------------------------------------------------- |
| 2009 | Greatest Hits - Pubblicato: 3 novembre 2009 - Etichetta: Roswell, RCA - Formati: CD, CD+DVD, 2 LP, download digitale | 11          | 1           | 10          | 3           | 6           | 23          | 8           | 6           | 14          | 9           | 1           | 24          | 16          | 4           | - AUS: Platino (5) - CAN: Oro - GER: Oro (3) - IRL: Platino - ITA: Platino - UK: Platino (5) |
| 2022 | The Essential Foo Fighters - Pubblicato: 28 ottobre 2022 - Etichetta: Legacy - Formati: CD                           | 42          | 5           | 19          | 24          | 43          | —           | 20          | 19          | —           | 88          | 7           | —           | 37          | 10          | - UK: Oro                                                                                    |

### Tributi
| Anno                                                                          | Titolo | Classifiche | Classifiche | Classifiche |
| Anno                                                                          | Titolo | USA         | NLD         | UK          |
| ----------------------------------------------------------------------------- | --- | ----------- | ----------- | ----------- |
| 2011                                                                          | Medium Rare - Pubblicato: 16 aprile 2011 - Etichetta: Roswell, RCA - Formati: LP, CD                                          | ―           | 51          | 164         |
| 2021                                                                          | Hail Satin (pubblicato come Dee Gees) - Pubblicato: 17 luglio 2021 - Etichetta: Roswell, RCA - Formati: LP, download digitale | 27          | 18          | 17          |
| "—" indica una pubblicazione non classificata o non pubblicata in quel Paese. | |             |             |             |

## Extended play
| Anno | Titolo |
| ---- | --- |
| 2005 | Five Songs and a Cover - Pubblicato: 20 novembre 2005 - Etichetta: Roswell, RCA - Formati: CD                    |
| 2011 | iTunes Festival: London 2011 - Pubblicato: 22 luglio 2011 - Etichetta: Roswell, RCA - Formati: download digitale |
| 2015 | Songs from the Laundry Room - Pubblicato: 18 aprile 2015 - Etichetta: Roswell, RCA - Formati: 12"                |
| 2015 | Saint Cecilia - Pubblicato: 23 novembre 2015 - Etichetta: Roswell, RCA - Formati: 12", download digitale         |
| 2019 | 00950025 - Pubblicato: 5 luglio 2019 - Etichetta: Roswell, RCA - Formati: download digitale                      |
| 2019 | 00070725 - Pubblicato: 13 settembre 2019 - Etichetta: Roswell, RCA - Formati: download digitale                  |
| 2019 | 00050525 - Pubblicato: 20 settembre 2019 - Etichetta: Roswell, RCA - Formati: download digitale                  |
| 2019 | 01070725 - Pubblicato: 25 settembre 2019 - Etichetta: Roswell, RCA - Formati: download digitale                  |
| 2019 | 00020225 - Pubblicato: 18 ottobre 2019 - Etichetta: Roswell, RCA - Formati: download digitale                    |
| 2019 | 01050525 - Pubblicato: 8 novembre 2019 - Etichetta: Roswell, RCA - Formati: download digitale                    |
| 2019 | 00999925 - Pubblicato: 13 dicembre 2019 - Etichetta: Roswell, RCA - Formati: download digitale                   |
| 2019 | 00979725 - Pubblicato: 20 dicembre 2019 - Etichetta: Roswell, RCA - Formati: download digitale                   |
| 2020 | 00959525 - Pubblicato: 3 gennaio 2020 - Etichetta: Roswell, RCA - Formati: download digitale                     |

## Singoli
| Anno                                                                          | Titolo                                   | Classifiche | Classifiche | Classifiche | Classifiche | Classifiche | Classifiche | Classifiche | Classifiche | Classifiche | Classifiche | Classifiche | Certificazioni                                                                | Album di provenienza              |
| Anno                                                                          | Titolo                                   | USA         | USA Alt.    | USA Main.   | USA Rock    | AUS         | CAN         | CAN Alt.    | IRL         | NLD         | NZL         | UK          | Certificazioni                                                                | Album di provenienza              |
| ----------------------------------------------------------------------------- | ---------------------------------------- | ----------- | ----------- | ----------- | ----------- | ----------- | ----------- | ----------- | ----------- | ----------- | ----------- | ----------- | ----------------------------------------------------------------------------- | --------------------------------- |
| 1995                                                                          | This Is a Call                           | —           | 2           | 6           | ×           | 9           | 35          | 1           | 16          | 32          | 11          | 5           |                                                                               | Foo Fighters                      |
| 1995                                                                          | I'll Stick Around                        | —           | 8           | 12          | ×           | 61          | —           | 2           | —           | —           | —           | 18          |                                                                               | Foo Fighters                      |
| 1995                                                                          | For All the Cows                         | —           | —           | —           | ×           | 69          | —           | —           | —           | —           | —           | 28          |                                                                               | Foo Fighters                      |
| 1996                                                                          | Big Me                                   | —           | 3           | 18          | ×           | 65          | 16          | 4           | 27          | —           | —           | 19          | - UK: Argento                                                                 | Foo Fighters                      |
| 1997                                                                          | Monkey Wrench                            | —           | 9           | 9           | ×           | 17          | 37          | 3           | —           | —           | —           | 12          | - UK: Oro                                                                     | The Colour and the Shape          |
| 1997                                                                          | Everlong                                 | —           | 3           | 4           | ×           | 45          | —           | 5           | 79          | —           | 34          | 18          | - ITA: Platino - UK: Platino (3) - USA: Platino (2)                           | The Colour and the Shape          |
| 1998                                                                          | My Hero                                  | —           | 6           | 8           | 18          | 74          | —           | —           | —           | —           | —           | 21          | - AUS: Oro - UK: Platino                                                      | The Colour and the Shape          |
| 1998                                                                          | Walking After You                        | —           | 12          | —           | ×           | 67          | —           | —           | —           | —           | 48          | 20          |                                                                               | The X-Files: The Album            |
| 1999                                                                          | Learn to Fly                             | 19          | 1           | 2           | ×           | 36          | 13          | 1           | —           | 72          | 23          | 21          | - AUS: Platino - CAN: Oro - ITA: Oro - UK: Platino - USA: Platino             | There Is Nothing Left to Lose     |
| 2000                                                                          | Stacked Actors                           | —           | 25          | 9           | ×           | 82          | —           | —           | —           | —           | —           | —           |                                                                               | There Is Nothing Left to Lose     |
| 2000                                                                          | Generator                                | —           | —           | —           | ×           | 31          | —           | —           | —           | —           | —           | 151         |                                                                               | There Is Nothing Left to Lose     |
| 2000                                                                          | Breakout                                 | —           | 8           | 11          | ×           | 59          | —           | 15          | —           | 63          | —           | 29          | - UK: Argento                                                                 | There Is Nothing Left to Lose     |
| 2000                                                                          | Next Year                                | —           | 17          | —           | ×           | 85          | —           | 12          | —           | 92          | —           | 42          |                                                                               | There Is Nothing Left to Lose     |
| 2002                                                                          | The One                                  | 121         | 14          | 20          | ×           | 21          | —           | —           | —           | —           | —           | 77          |                                                                               | Orange County: The Soundtrack     |
| 2002                                                                          | All My Life                              | 43          | 1           | 3           | ×           | 20          | —           | —           | 14          | 95          | 46          | 5           | - UK: Platino                                                                 | One by One                        |
| 2003                                                                          | Times Like These                         | 65          | 5           | 5           | ×           | 22          | —           | —           | 27          | 90          | —           | 12          | - AUS: Platino - UK: Platino - USA: Oro                                       | One by One                        |
| 2003                                                                          | Low                                      | —           | 15          | 23          | ×           | 40          | —           | 30          | 44          | 100         | —           | 21          |                                                                               | One by One                        |
| 2003                                                                          | Have It All                              | —           | —           | —           | ×           | 71          | —           | —           | —           | —           | —           | 37          |                                                                               | One by One                        |
| 2005                                                                          | Best of You                              | 18          | 1           | 1           | ×           | 5           | 3           | —           | 20          | 94          | 38          | 4           | - AUS: Platino - CAN: Oro - ITA: Oro - UK: Platino (2) - USA: Platino (2)     | In Your Honor                     |
| 2005                                                                          | DOA                                      | 68          | 1           | 5           | ×           | 39          | —           | —           | 40          | 86          | 34          | 25          | - USA: Oro                                                                    | In Your Honor                     |
| 2005                                                                          | Razor (Live)                             | —           | —           | —           | ×           | —           | —           | —           | —           | —           | —           | —           |                                                                               | In Your Honor                     |
| 2005                                                                          | Resolve                                  | —           | —           | —           | ×           | —           | —           | —           | —           | 82          | 39          | 32          |                                                                               | In Your Honor                     |
| 2006                                                                          | No Way Back/Cold Day in the Sun          | —           | 2           | 6           | ×           | —           | —           | —           | —           | —           | —           | 64          |                                                                               | In Your Honor                     |
| 2007                                                                          | The Pretender                            | 37          | 1           | 1           | ×           | 10          | 26          | 15          | 11          | 39          | 9           | 8           | - AUS: Oro - CAN: Platino - ITA: Platino - UK: Platino (2) - USA: Platino (2) | Echoes, Silence, Patience & Grace |
| 2007                                                                          | Long Road to Ruin                        | 89          | 1           | 2           | ×           | 38          | 6           | 42          | —           | —           | 21          | 35          | - UK: Argento                                                                 | Echoes, Silence, Patience & Grace |
| 2008                                                                          | Cheer Up, Boys (Your Make Up Is Running) | —           | —           | —           | ×           | —           | —           | —           | —           | —           | —           | 194         |                                                                               | Echoes, Silence, Patience & Grace |
| 2008                                                                          | Let It Die                               | 106         | 1           | 5           | ×           | —           | —           | 58          | —           | —           | —           | —           |                                                                               | Echoes, Silence, Patience & Grace |
| 2009                                                                          | Wheels                                   | 72          | 3           | 4           | 1           | 21          | 19          | 22          | 38          | 45          | 13          | 22          | - UK: Argento                                                                 | Greatest Hits                     |
| 2011                                                                          | Rope                                     | 68          | 1           | 1           | 1           | 55          | 41          | 1           | 31          | —           | 51          | 22          | - UK: Argento                                                                 | Wasting Light                     |
| 2011                                                                          | White Limo                               | —           | —           | —           | —           | —           | —           | —           | —           | —           | —           | —           |                                                                               | Wasting Light                     |
| 2011                                                                          | Walk                                     | 83          | 1           | 1           | 1           | 57          | 49          | 2           | 58          | 38          | 49          | 57          | - UK: Oro                                                                     | Wasting Light                     |
| 2011                                                                          | Arlandria                                | —           | —           | —           | —           | —           | —           | —           | —           | —           | —           | 79          |                                                                               | Wasting Light                     |
| 2011                                                                          | These Days                               | 111         | 2           | 5           | 2           | 60          | 63          | 1           | —           | —           | —           | —           | - AUS: Oro - UK: Argento                                                      | Wasting Light                     |
| 2014                                                                          | Something from Nothing                   | 101         | 1           | 1           | 8           | 53          | 63          | —           | —           | 57          | 32          | 73          |                                                                               | Sonic Highways                    |
| 2014                                                                          | Congregation                             | —           | 5           | 1           | 21          | —           | —           | —           | —           | —           | —           | —           |                                                                               | Sonic Highways                    |
| 2015                                                                          | I Am a River                             | —           | —           | —           | —           | —           | —           | —           | —           | —           | —           | —           |                                                                               | Sonic Highways                    |
| 2015                                                                          | Outside                                  | —           | 11          | 7           | 35          | —           | —           | —           | —           | —           | —           | —           |                                                                               | Sonic Highways                    |
| 2017                                                                          | Run                                      | 106         | 9           | 1           | 7           | 53          | 76          | —           | —           | —           | —           | 64          | - UK: Argento                                                                 | Concrete and Gold                 |
| 2017                                                                          | The Sky Is a Neighborhood                | —           | 7           | 1           | 10          | —           | —           | —           | —           | —           | —           | 63          | - UK: Argento                                                                 | Concrete and Gold                 |
| 2017                                                                          | The Line                                 | —           | 30          | 4           | 41          | —           | —           | —           | —           | —           | —           | —           |                                                                               | Concrete and Gold                 |
| 2020                                                                          | Shame Shame                              | —           | 10          | 1           | 11          | —           | —           | —           | —           | —           | —           | 77          |                                                                               | Medicine at Midnight              |
| 2021                                                                          | No Son of Mine                           | —           | —           | 32          | 49          | —           | —           | —           | —           | —           | —           | —           |                                                                               | Medicine at Midnight              |
| 2021                                                                          | Waiting on a War                         | —           | 8           | 1           | 18          | —           | —           | —           | —           | —           | —           | 53          |                                                                               | Medicine at Midnight              |
| 2021                                                                          | Chasing Birds                            | —           | —           | —           | —           | —           | —           | —           | —           | —           | —           | —           |                                                                               | Medicine at Midnight              |
| 2021                                                                          | Making a Fire                            | —           | 6           | 1           | 30          | —           | —           | —           | 85          | —           | —           | 52          |                                                                               | Medicine at Midnight              |
| 2021                                                                          | Love Dies Young                          | —           | 6           | 3           | —           | —           | —           | —           | —           | —           | —           | —           |                                                                               | Medicine at Midnight              |
| 2022                                                                          | Holding Poison                           | —           | —           | —           | —           | —           | —           | —           | —           | —           | —           | —           |                                                                               | Medicine at Midnight              |
| 2023                                                                          | Rescued                                  | —           | 1           | 1           | 12          | —           | 88          | —           | —           | —           | —           | —           |                                                                               | But Here We Are                   |
| 2023                                                                          | Under You                                | —           | 1           | 1           | 37          | —           | —           | —           | —           | —           | —           | 98          |                                                                               | But Here We Are                   |
| 2023                                                                          | Show Me How                              | —           | —           | —           | —           | —           | —           | —           | —           | —           | —           | —           |                                                                               | But Here We Are                   |
| 2023                                                                          | The Teacher                              | —           | —           | —           | —           | —           | —           | —           | —           | —           | —           | —           |                                                                               | But Here We Are                   |
| 2023                                                                          | The Glass                                | —           | 7           | 7           | 33          | —           | —           | —           | —           | —           | —           | —           |                                                                               | But Here We Are                   |
| "—" indica una pubblicazione non classificata o non pubblicata in quel Paese. |                                          |             |             |             |             |             |             |             |             |             |             |             |                                                                               |                                   |

## Altri brani entrati in classifica
| Anno                                                                          | Titolo                           | Classifiche | Classifiche | Classifiche | Classifiche | Classifiche | Classifiche | Album di provenienza |
| Anno                                                                          | Titolo                           | USA Alt.    | USA Main.   | USA Rock    | CAN         | UK          | UK Rock     | Album di provenienza |
| ----------------------------------------------------------------------------- | -------------------------------- | ----------- | ----------- | ----------- | ----------- | ----------- | ----------- | -------------------- |
| 2011                                                                          | Bridge Burning                   | 25          | 14          | 22          | 75          | —           | 14          | Wasting Light        |
| 2011                                                                          | Better Off                       | —           | —           | —           | —           | —           | 5           | Wasting Light        |
| 2014                                                                          | The Feast and the Famine         | —           | —           | 37          | —           | —           | 4           | Sonic Highways       |
| 2014                                                                          | What Did I Do?/God as My Witness | —           | —           | 37          | —           | —           | 6           | Sonic Highways       |
| 2014                                                                          | In the Clear                     | —           | —           | —           | —           | —           | 11          | Sonic Highways       |
| 2014                                                                          | Subterranean                     | —           | —           | —           | —           | —           | 18          | Sonic Highways       |
| 2017                                                                          | T-Shirt                          | —           | —           | —           | —           | 94          | 3           | Concrete and Gold    |
| 2017                                                                          | La Dee La                        | —           | —           | —           | —           | —           | 4           | Concrete and Gold    |
| 2017                                                                          | Dirty Water                      | —           | —           | —           | —           | —           | 6           | Concrete and Gold    |
| 2017                                                                          | Arrows                           | —           | —           | —           | —           | —           | 5           | Concrete and Gold    |
| 2017                                                                          | Happy Ever After (Zero Hour)     | —           | —           | —           | —           | —           | 10          | Concrete and Gold    |
| 2017                                                                          | Sunday Rain                      | —           | —           | —           | —           | —           | 11          | Concrete and Gold    |
| 2017                                                                          | Concrete and Gold                | —           | —           | —           | —           | —           | 16          | Concrete and Gold    |
| "—" indica una pubblicazione non classificata o non pubblicata in quel Paese. |                                  |             |             |             |             |             |             |                      |

## Videografia

### Album video
| Anno | Titolo | Certificazioni                            |
| ---- | --- | ----------------------------------------- |
| 2003 | DVD/EP - Pubblicato: 1º luglio 2003 - Etichetta: Roswell, RCA - Formati: DVD                               |                                           |
| 2003 | Everywhere but Home - Pubblicato: 25 novembre 2003 - Etichetta: Roswell, RCA - Formati: DVD                | - AUS: 3× Platino - UK: Platino - US: Oro |
| 2006 | Skin and Bones - Pubblicato: 7 novembre 2006 - Etichetta: Roswell, RCA - Formati: DVD                      | - AUS: Platino (2) - UK: Platino          |
| 2008 | Live at Wembley Stadium - Pubblicazione: 25 agosto 2008 - Etichetta: Roswell, RCA                          | - AUS: Platino (3) - UK: Platino          |
| 2011 | Foo Fighters: Back and Forth - Pubblicato: 14 giugno 2011 - Etichetta: Columbia - Formati: DVD, BD         | - AUS: Platino - UK: Oro - USA: Oro       |
| 2015 | Foo Fighters: Sonic Highways - Pubblicato: 15 aprile 2015 - Etichetta: Roswell, RCA - Formati: 4 DVD, 3 BD |                                           |

### Video musicali
| Anno | Titolo                    | Regista                   |
| ---- | ------------------------- | ------------------------- |
| 1995 | I'll Stick Around         | Gerald Casale             |
| 1996 | Big Me                    | Jesse Peretz              |
| 1997 | Monkey Wrench             | Dave Grohl                |
| 1997 | Everlong                  | Michel Gondry             |
| 1998 | My Hero                   | Dave Grohl                |
| 1998 | Walking After You         | Matthew Rolston           |
| 1999 | Learn to Fly              | Jesse Peretz              |
| 2000 | Breakout                  | The Malloys               |
| 2000 | Generator                 |                           |
| 2000 | Next Year                 | Phil Harder               |
| 2002 | The One                   | Jesse Peretz              |
| 2002 | All My Life               | Dave Grohl                |
| 2002 | Walking a Line            |                           |
| 2002 | Times like These          | Liam Lynch                |
| 2004 | Low                       | Jesse Peretz              |
| 2005 | Best of You               | Mark Pellington           |
| 2005 | DOA                       | Mike Palmieri             |
| 2005 | Resolve                   | Mike Palmieri             |
| 2006 | No Way Back               | Mike Palmieri             |
| 2007 | The Pretender             | Sam Brown                 |
| 2007 | Long Road to Ruin         | Jesse Peretz              |
| 2009 | Wheels                    | Sam Brown                 |
| 2011 | White Limo                | Dave Grohl                |
| 2011 | Rope                      | Dave Grohl                |
| 2011 | Walk                      | Sam Jones                 |
| 2012 | These Days                | Wayne Isham               |
| 2014 | Something from Nothing    |                           |
| 2014 | The Feast and the Famine  |                           |
| 2014 | In the Clear              |                           |
| 2017 | Run                       | Dave Grohl                |
| 2017 | The Sky Is a Neighborhood | Dave Grohl                |
| 2020 | Shame Shame               | Paola Kudacki             |
| 2021 | Waiting on a War          | Paola Kudacki             |
| 2021 | No Son of Mine            | Danny Clinch              |
| 2021 | Chasing Birds             | Emlyn Davies e Josh Hicks |
| 2021 | Love Dies Young           | Dave Grohl                |